# Welder Camargo Knaf
Welder Camargo Knaf (Guarapuava, 6 de abril de 1981) é um mesa-tenista paraolímpico brasileiro.
Welder sofreu um acidente automobilístico e, como sequela deste fato, ficou paraplégico.
O tênis de mesa surgiu em sua vida como forma de desenvolver a velocidade, a técnica e o raciocínio. Como atleta, representou o Brasil em importantes competições como o Parapan de 2003 e, nestes jogos, trouxe uma medalha de ouro na modalidade por equipes.
Nos Jogos Parapan-Americanos do Rio de Janeiro, em 2007, foi prata na disputa individual e ouro por equipe, mas foi nos jogos Paraolímpicos de 2008, em Pequim, que Knaf conquistou um feito inédito, até então, para um mesatenista sul-americano: Welder Camargo ganhou a medalha de prata nas duplas ao lado do também paranaense Luiz Algacir Vergílio da Silva.
Na Paralimpíada do Rio 2016, foi um dos representantes brasileiros na modalidade, assim como o também paranaense Claudiomiro Segatto.